# 新宿東口の猫

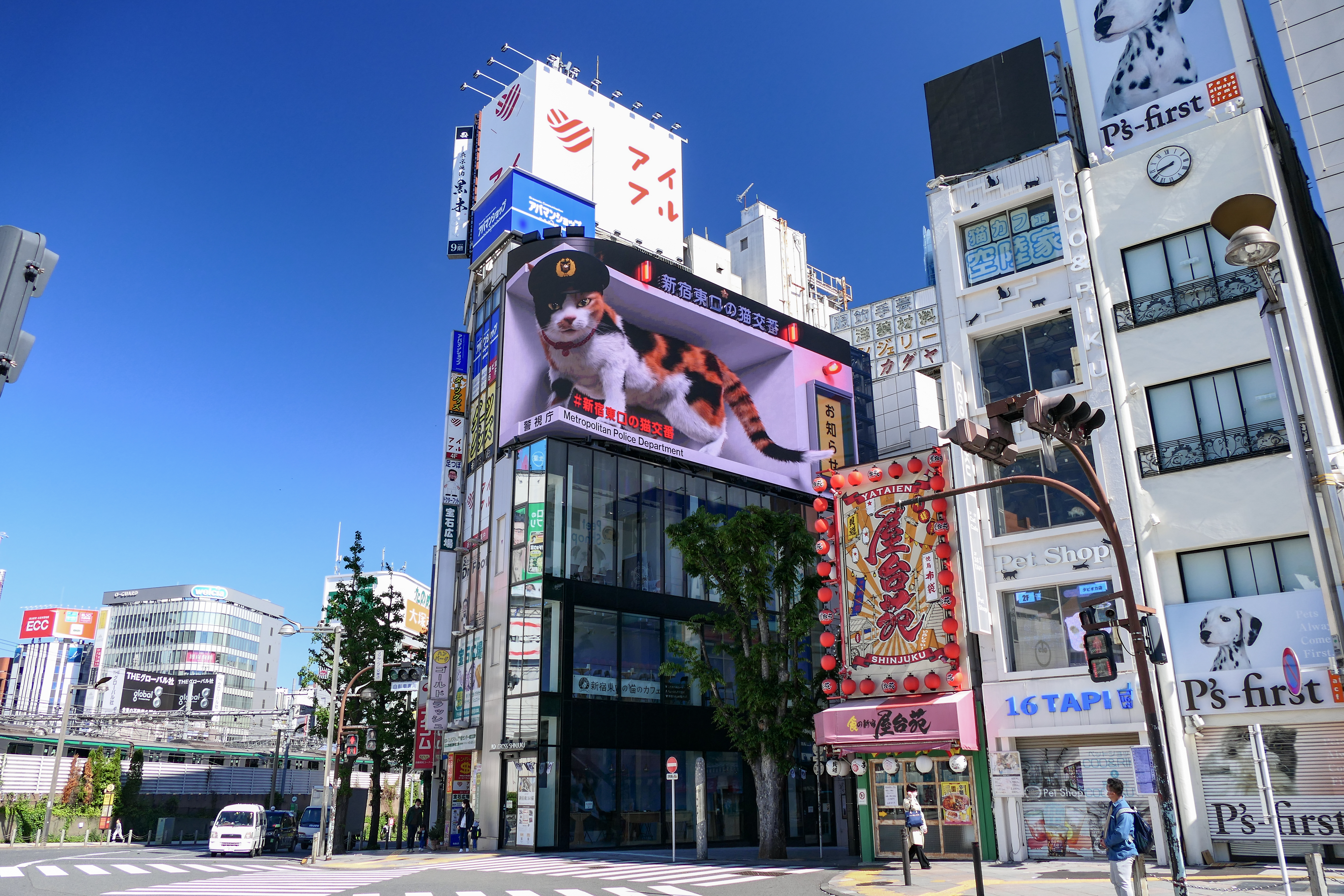
クロス新宿ビジョンに映し出される3Dの巨大な新宿東口の猫

新宿東口の猫（しんじゅくひがしぐちのねこ）は、東京都新宿区の新宿駅東口近くにある街頭ビジョン「クロス新宿ビジョン」に映し出される3Dの巨大な猫（三毛猫）である。約8.16（高さ）×18.96 m（幅）、150 m2超級では国内唯一の4K相当、6 mmピッチの大型ビジョンで放映される。湾曲ディスプレイを活用し、錯視を利用して立体に見える。新型コロナ禍以前にはなかった巨大な猫の屋外広告が新たな観光名所となった。作者はオムニバス・ジャパンのエグゼクティブクリエイティブディレクター・山本信一。
作品は内外で数々の賞を受け、文化庁メディア芸術祭では第25回 エンターテインメント部門「ソーシャル・インパクト賞」を受賞。
モデルとなった猫は、フリーランスの作家で猫に関する著書も多い佐竹茉莉子が飼っていた三毛猫の『ナツコ』である。

## 概要
2021年、新宿駅東口を新宿大通り方面へ出たアルタビジョンの左手「クロス新宿ビル」の4階部分に湾曲形状の街頭ビジョン「クロス新宿ビジョン」が設置された。約120平方メートルの画面は湾曲しており、平面の画面よりも立体的な3D映像が放映できるという。同年7月21日には街頭ビジョンに本放映が始まった。7月1日から仮放映された映像の一つ、大きな三毛猫の3D動画は「巨大な猫がリアルに動く!」とSNSを中心に話題となり、国内外で大きな反響を呼んだ。ビルの運営は株式会社クロススペースが、クロス新宿ビジョンは株式会社マイクロアドデジタルサイネージと株式会社ユニカの共同運営である。「クロス新宿ビル」の名称は、再開発が進み新宿の東西が地上でも繋がった際に南北・東西の歩行者動線の「交差点」になる場所であり、名付けられたが、駅前のランドマークとして人々に親しんでもらうべく、屋上に大型ビジョンを設置する計画が立ち上がる。場所を最大限活かすために、駅前広場内の広範囲からよく見える湾曲形状とし、フォルムを活かした3D映像も放映可能なビジョンであることでアピール性を持たせた。すでに韓国、中国、イギリスなどでは街頭ビジョンで放映される3Dコンテンツが話題になっており、特に韓国の「WAVE」という波の映像の映像美が注目され、日本で「バズる」ことを期待し、コンペ形式でオリジナル動画を募集した。すると、オムニバス・ジャパンの企画で、ビルの中に猫がいるような手書きのアイディアが一つはさまっており、それを見た瞬間、打ち合わせ参加者全員の一致により決定された。ユニカの発案者の一人は、猫の映像が決定となる前から、渋谷駅前のハチ公のように、新宿はこの猫が待ち合わせのシンボルになったら最高だ、と妄想したという。猫以外には、岩でできた壁がだんだん柔らかくなっていく映像を流すなどの案があった。
動画はアートイベント「新宿クリエイターズ・フェスタ」に2013年から参加し、新宿の街頭ビジョンに作品を発表したり、伝統文化との映像コラボレーション作品を数多く手がけていたオムニバス・ジャパンのエグゼクティブクリエイティブディレクター 山本信一が企画。リアルな猫の表現は、「第12回アジア・フィルム・アワード」で最優秀視覚効果賞を受賞した映画『空海-KU-KAI- 美しき王妃の謎』で、黒猫と虎のCGスーパーバイザーを担当した青山寛和を中心とするチームが手掛けた。
放映後は現地のみならず、ネット上に拡散され反響はスタッフの予想を上回った。
映像を目的にした人たちの"密"を避けるため、放映時間を事前でTwitterで公開するといった取り組みも行っている。放映を終える期限は未定で、今後は新しい猫の映像も公開する予定という。

## モデル猫

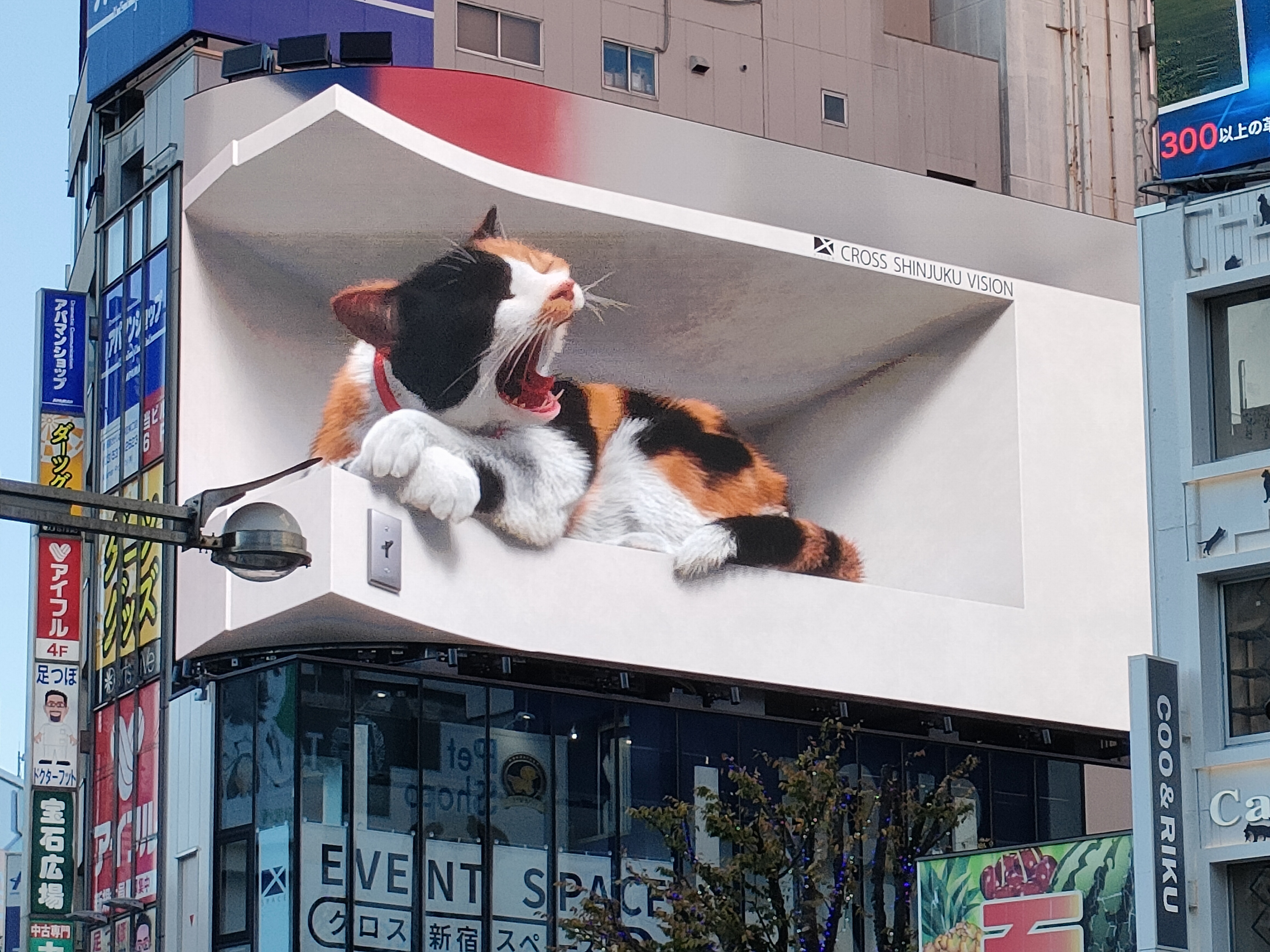
2021年撮影

山本信一は、2023年9月のあるゆうべに、佐竹茉莉子が参加するグループ展の搬出日に、佐竹が不在中に買った佐竹のクレヨン画を受け取るために再訪し、佐竹に対して自分が「新宿東口の猫」の作者であり、猫のモデルは、SNSで見た佐竹家で飼われている猫（ナツコ）であると告白した。佐竹は、ニュースで初めて目にしたとき、「『可愛いだけの猫ではなくて、ずいぶんと強烈な猫だこと』と、心で快哉を叫んだのだったが、言われてみればナツコの面差しそのものだった」と回想している。
山本は、クロス新宿ビルからのオーダーでは、6案出しており、岩に打ちつける雨などのアート系に加えて、手描きの猫も滑り込ませたが、いわば「おまけ案」であったこの猫案が採用された。採用後は、さまざまな猫での作画が何ヶ月も繰り返されたが、どの猫も山本には「そこに住んでいるという存在感」がなく、ピンとこなかった。具体的なニュアンスはCGデザイナーには伝わりにくく、「では、理想の猫はこれだと、提示してください」と返されていた。猫好きの山本は数多くの猫の写真をSNSで見ていたが、ある日一枚の三毛猫の写真に出会う。キャプションには『ほくそ笑む猫』とあり、それが「ナツコ」であった。採用の理由が「猫の一番の魅力だと僕が感じている、『根拠のない自信』に満ちた強気の猫だったから」。また、山本はナツコの三毛柄よりも、存在感や雰囲気のモデルにしたという。ナツコは釣り堀で小魚をかっさらって生きていた野良猫から生まれた子で、2018年7月に23歳でこの世を去っている。前月の6月までは、庭先を出歩いていた。「わが道を行く気性の激しい猫」だったが、情が深く、狩りをした獲物を室内に持ち帰っては「どうよ」としたり顔をしたという。
制作された3D動画の三毛猫は、見事なハチワレ模様のオスで、尻尾の先が白いのをチャームポイントとしている。猫のデザインを担当したCGスーパーバイザーの青山寛和によると、デザインを開始当初は、制作チームには猫を飼っているスタッフはおらず、みんなで猫カフェに行き、猫の動作や表情を観察することから始めた。会社で猫を飼っては、という案もあったが、実現しなかった。同僚の愛猫2匹を会社まで持ち込んでもらい撮影大会をしたこともあるという。制作にあたりクリエイターらが目指したのは、「巨大三毛猫が新宿の街のランドマークとなり、末長く人々に愛され続けること」であった。

## 効果
新宿は日本国内屈指の人流を誇る場所柄、屋外広告の表現が多様化していた。その中でもこの3Dの巨大猫は、インパクトを与え際立って象徴的なものとなり、世界で話題をさらい、その後の3D広告の定着を促した。クロス新宿ビジョンは、敷地が狭く、高層建物を建築することが難しいなど、屋外広告の立地場所としては不利な条件を抱えていた。屋外広告の形状も、隣のアルタビジョンのように、長方形の大画面は不可能であった。クロス新宿ビジョンはそれを逆手にとり、3D広告という大胆な屋外広告を採用。運営者のユニカは逆転の発想で何かしらの工夫が必要と考えていた。それがこの猫の巨大3D動画であった。その劇的な効果により、「屋外広告は効果測定ができない」という定説を覆した。